# Rudi De Kerpel
Rudi De Kerpel (1962) is een Vlaams zakenman en politicus. Hij begon zijn zakencarrière in 1987 als zaakvoerder van een exportbedrijf in azalea's.

## Politieke loopbaan
De Kerpel was eerst lid van Open Vld, maar volgde Jean-Marie Dedecker naar Lijst Dedecker. Hij was voor Lijst Dedecker in Oost-Vlaanderen eerste opvolger voor het Vlaams Parlement in 2009 en lijsttrekker voor de Kamer in 2010. Hij gaf ook Derk-Jan Eppink onderdak zodat die als Nederlander in België kon opkomen voor het Europees Parlement in 2009. Hij verliet Lijst Dedecker in 2011.
Hij zetelde in de raad van bestuur van de VRT van 2000 tot 2005 namens Open Vld en van 2010 tot 2015 namens Lijst Dedecker. Van 2015 tot 2020 was hij met een partijkaart van de N-VA gemeenschapsafgevaardigde in de raad van bestuur namens de Vlaamse regering. Hij zetelt ook in de raad van bestuur van NTGent namens N-VA.
Hij kondigde met vijf anderen een proces aan tegen viroloog Marc Van Ranst in verband met zijn oproep in juli 2020 om Antwerpen te mijden wegens de corona-uitbraak. Uiteindelijk was De Kerpel de enige die effectief dagvaardde en 5000 euro schadevergoeding eiste. Op de dag van de pleitzitting, 3 november 2020, vroeg hij de gerechtelijke procedure te laten stopzetten. Van Ranst vroeg daarentegen een vonnis en een veroordeling voor de rechtsplegingsvergoeding. Op 1 december 2020 verwierp de rechter de gevraagde stopzetting. Het vonnis oordeelde dat Van Ransts uitspraken strookten met de wetenschappelijke bevindingen van dat moment en dat hij geen fout had begaan. De Kerpel moest Van Ranst bovendien een schadevergoeding betalen.
In oktober 2020 nam De Kerpel ontslag uit de raad van bestuur van de VRT als gevolg van een auditrapport dat een integriteitsinbreuk vaststelde. Hij was jarenlang leverancier en sponsor van het VRT-evenement De Warmste Week. Eurotuin en Durapack, waar hij zaakvoerder van was, leverden boeketten en herbruikbare bekers. Als regeringscommissaris in de raad van bestuur was dit niet toegelaten. In het onderzoek over financiële onregelmatigheden bij de VRT deed de politie in 2022 ook een huiszoeking bij hem.